# São João da Madeira
São João da Madeira es una ciudad portuguesa en el distrito de Aveiro, situada en la región estadística del Norte (NUTS II), en la Área Metropolitana de Oporto y comunidad intermunicipal de Gran Área Metropolitana de Oporto, con 22 144 habitantes (2021). 

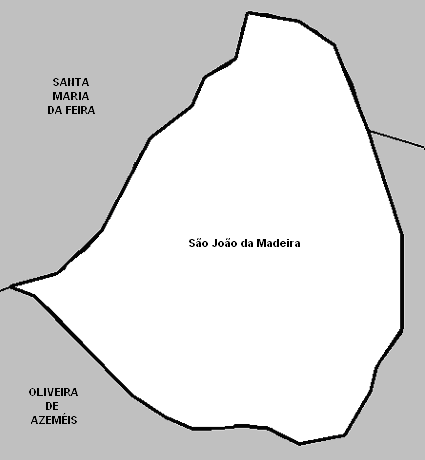
Mapa del municipio.

Es sede del municipio portugués más pequeño, con sólo 8,11 km² de área, lo que le confiere una elevadísima densidad de población: 2601,97 hab/km². El municipio limita al norte con el municipio de Santa Maria da Feira y en todas las otras direcciones con Oliveira de Azeméis.
São João da Madeira es uno de los cinco municipios de Portugal con una única freguesia. Se convirtió en un municipio autónomo de la vecina Oliveira de Azeméis el 11 de octubre de 1926, habiendo sido elevado al estatuto de ciudad el 16 de mayo de 1984, por la ley n.º 13/84.

## Demografía
| Gráfica de evolución demográfica de São João da Madeira entre 1864 y 2021 |
|                                                                           |
| Datos según el nomenclátor publicado por el INE portugués.                |

## Freguesias
- São João da Madeira